# 아세설팜 칼륨
아세설팜 칼륨(Acesulfame potassium)은 에이스 K(Ace K)로도 불리는 칼로리가 없는 합성 설탕 대체제(인공 향미료)이다. 상표명 Sunett 및 Sweet One으로 판매된다. 유럽연합(EU)에서는 E 번호(첨가 코드) E950으로 알려져 있다. 1967년 독일 회흐스트 주식회사의 화학자 카를 클로스가 우연히 발견했다.
분자식 C
4H
4KNO
4S을 갖는 고체 결정 가루이며 분자 중량은 201.24g/mol이다.

## 속성
아세설팜 칼륨은 수크로스에 비해 200배 더 달다. 아스파탐만큼 달고 사카린의 단맛의 3분의 2 정도이며 수크랄로스의 단맛의 3분의 1 수준이다.

## 안전
다른 인공감미료들처럼 아세설팜 칼륨의 안전에 관한 문제가 제기되었다. 그러나 미국 식품의약국(FDA)은 일반 이용을 승인했다. 비평가들은 아세설판 칼륨이 적절히 연구되지 않았고 발암물질의 가능성이 있으나 이러한 주장은 유럽 식품 안전 위원회와 FDA에 의해 무시되었다.